# Passeport du Somaliland

Le Passeport du Somaliland, est le passeport national délivré aux citoyens du Somaliland, pour les voyages internationaux,,.
Le Département de l’immigration, est également responsable de la délivrance des passeports du Somaliland.

## peut voyager
Les citoyens titulaires d'un document de voyage pour le Somaliland peuvent se rendre dans les pays suivants:

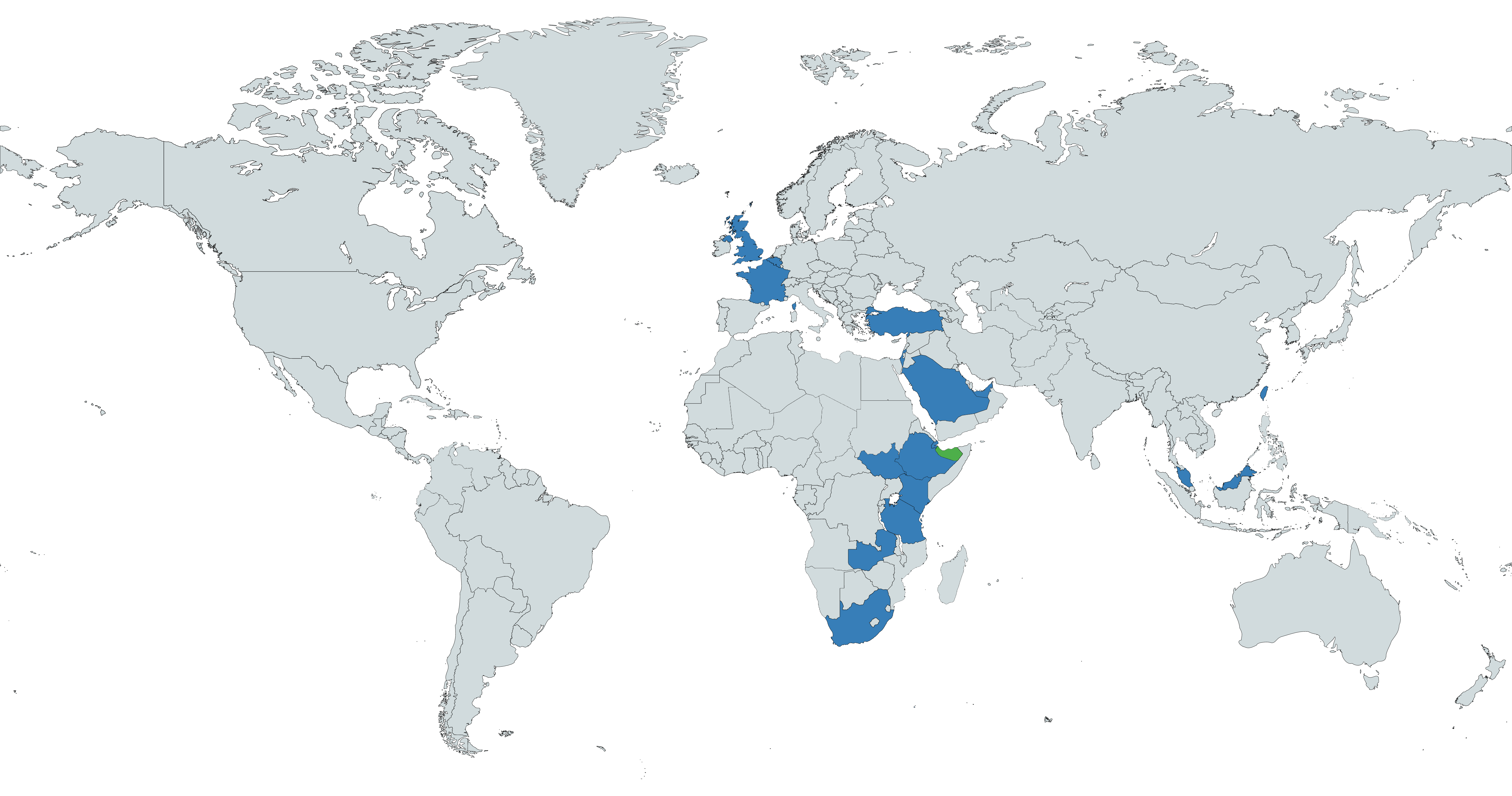
Pays où le passeport du Somaliland est valide.

- South Africa
- Ethiopia
- Djibouti
- United Kingdom
- Malaysia
- France
- Saudi Arabia
- South Sudan
- Kenya
- Tanzania
- UAE[4]
- Zambia[5]
- Turkey[6]
- TaiwanPays où le passeport du Somaliland est valide.

## Les types
Il existe un certain nombre de types de passeports du Somaliland:

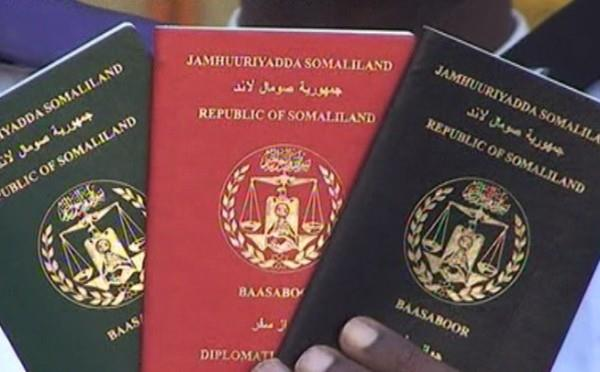
«types de passeports du Somaliland.

- Passeport régulier (couverture noire) : délivré aux citoyens du Somaliland.
- Passeport spécial (couverture verte) : délivré aux membres du Conseil national, aux membres du gouvernement.
- Passeport diplomatique (couverture rouge) : délivré aux diplomates en service à l'étranger et aux hauts fonctionnaires de l'exécutif et à leurs familles pendant leur période de service.

## Galerie du passeport britannique du Somaliland

Previously Issued Passports
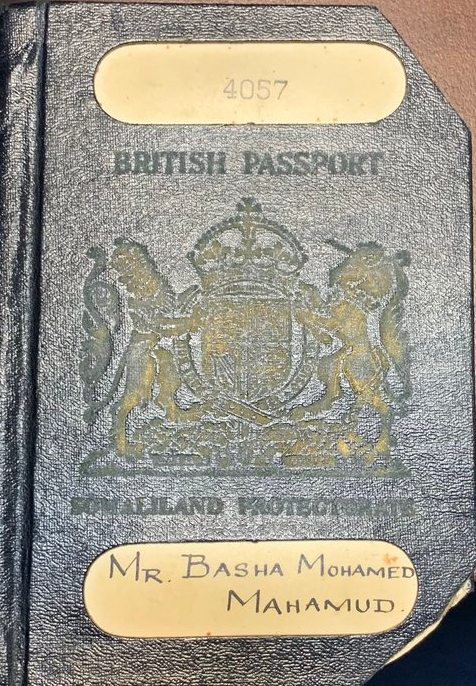
Passeport britannique du Somaliland